# Плотникова, Марина Владимировна
Мари́на Влади́мировна Пло́тникова (11 мая 1974, Зубрилово, Пензенская область — 30 июня 1991, Пензенская область) — советская школьница, выпускница средней школы, ценой собственной жизни спасшая троих тонувших детей. Первая женщина—Герой Российской Федерации (1992, посмертно). Является одним из самых молодых (по возрасту) Героев России (после Магомеда Ташухаджиева).

## Биография
Родилась 11 мая 1974 года в селе Зубрилово ныне Малосергиевского сельсовета Тамалинского района Пензенской области в многодетной семье. Марина была третьим ребёнком в семье, мать Татьяна Николаевна воспитывала её вместе с шестью братьями и сёстрами: Сергеем, Натальей, Жанной, Еленой, Александром и Владимиром.
Окончила на «отлично» начальную школу в родном селе, была пионеркой, затем вступила в комсомол. Активно участвовала в общественной жизни. Была первым помощником своего классного руководителя — В. М. Мизиной. В 1991 году окончила среднюю школу в родном селе.
30 июня 1991 года, две младшие сестры Жанна и Лена с подругой Натальей Воробьёвой плескались в реке Хопре около берега. Под вечер на реку пришла Марина. Воробьёва отошла подальше от берега и, оказавшись на глубине, стала тонуть. Марина бросилась за ней и оттолкнула её к прибрежным кустам, но увидела, что две её сестры, испугавшись за неё, также бросились вслед за ней. Попав в водоворот, Жанна и Лена начали тонуть. Марина спасла их, но, истратив силы, погибла.
Похоронена в родном селе Зубрилово.
Гибель 17-летней девушки получила большую известность и широко обсуждалась в региональной прессе. Поступок сравнивали с подвигами детей — Героев времён Великой Отечественной войны.
Указом Президента Российской Федерации Бориса Ельцина от 25 августа 1992 года № 925 «за мужество и героизм, проявленные при спасении троих тонувших детей» Марине Владимировне Плотниковой присвоено звание Героя Российской Федерации (посмертно). Она стала первой женщиной и шестой в истории Российской Федерации, удостоенной этого звания (до неё звание было присвоено только трём лётчикам и двум космонавтам). Первым Героем России Марина стала также в своём родном регионе — Пензенской области.

## Награды
- Герой Российской Федерации (25 августа 1992, посмертно; медаль «Золотая Звезда» № 6) — за мужество и героизм, проявленные при спасении троих тонувших детей[3]. Являлась самым молодым (по возрасту) Героем России до 27 июля 2001 года, когда это звание посмертно было присвоено  Магомеду Ташухаджиеву[10].

## Увековечение памяти

Бюст на новой Аллее Героев в Тамале

Стела «Слава Героям», Пенза

3 сентября 2004 года постановлением Законодательного собрания Пензенской области имя Марины Плотниковой было присвоено средней общеобразовательной школе села Зубрилово Тамалинского района Пензенской области (закрыта в 2014 году), которую она окончила в 1991 году.
Имя Марины Плотниковой как Героя Российской Федерации выбито на стеле «Слава Героям», открытой в 2011 году в Пензе у монумента «Росток» на набережной реки Суры.
С 2009 года в средней общеобразовательной школе села Варварино Тамалинского района Пензенской области действует волонтёрская организация «Горящие сердца», которая с 2014 года носит имя Героя России Марины Плотниковой.
29 июля 2016 года в р. п. Тамала были открыты бюсты Героев России, уроженцев Тамалинского района Пензенской области Марины Плотниковой и Романа Китанина.